# جسی (فیلم)
جسی (انگلیسی: Jassy) فیلمی به کارگردانی برنارد نوولز است که در سال ۱۹۴۷ منتشر شد. از بازیگران آن می‌توان به مارگارت لاکوود، دنیس پرایس و نورا سوینبورن اشاره کرد.